# Exploitation de pétrole de Pechelbronn

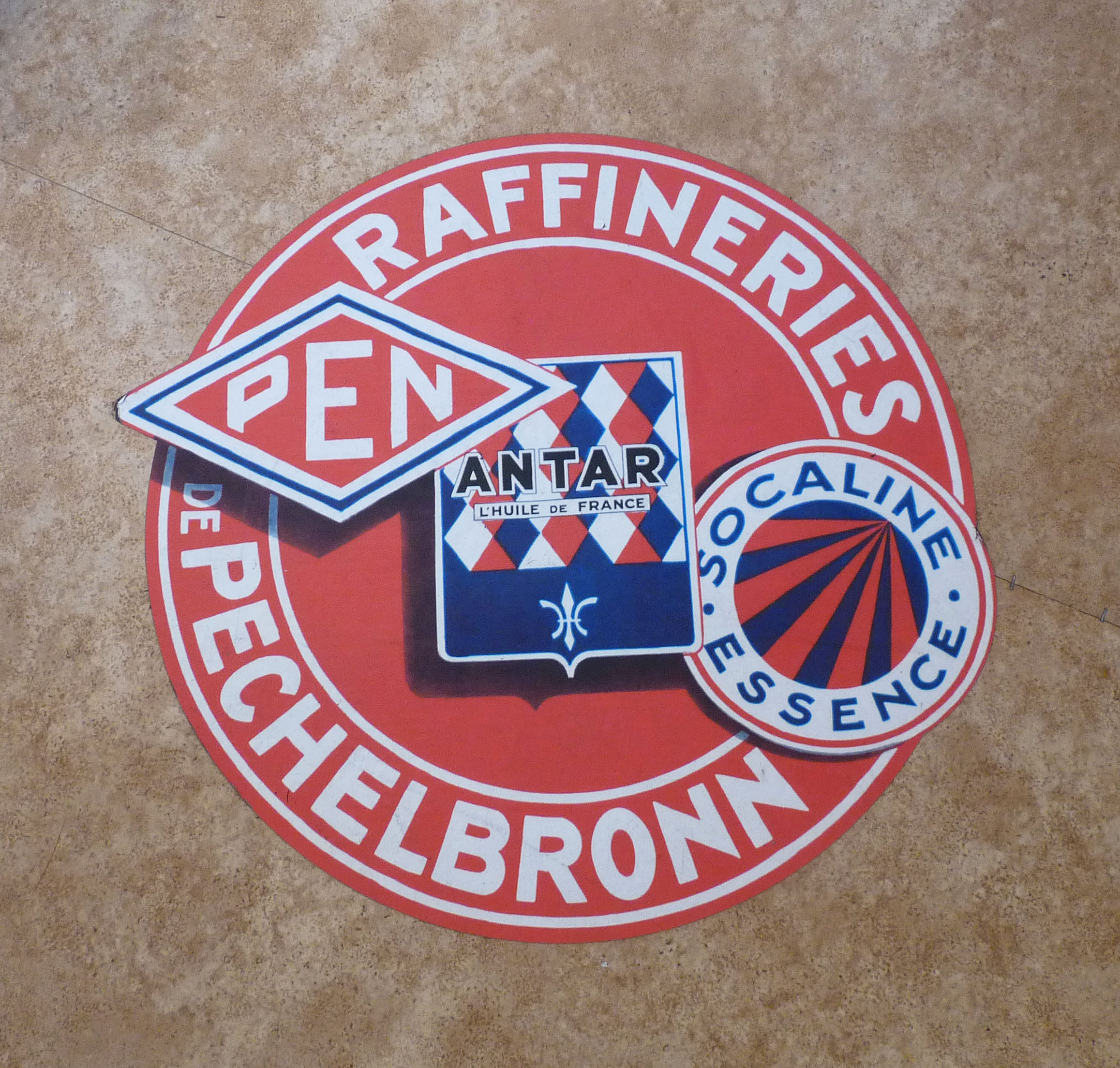
Logotype.

L'exploitation de pétrole de Pechelbronn se fait de façon artisanale depuis la Renaissance et de façon industrielle entre 1740 et 1970, principalement dans la commune de Merkwiller-Pechelbronn et aux alentours dans le département du Bas-Rhin, au sein de la collectivité européenne d'Alsace

## Géographie

Localisation du gisement sur la carte de France.

Étendue de bassin dans le département du Bas-Rhin.

Le champ pétrolifère s'étend sur une longueur de 26 km et sur une largeur de 2 à 6 km entre les localités de Lobsann et Wittersheim. Il court le long de la faille rhénane (à l'est de la faille), de Wittersheim à Wissembourg, en passant par Wœrth et Cleebourg.
Merkwiller-Pechelbronn est située à une quarantaine de kilomètres au nord de Strasbourg, une dizaine de kilomètres au sud de la frontière franco-allemande qui sépare l'Alsace du land de Rhénanie-Palatinat, et une vingtaine de kilomètres à l'ouest du Rhin qui forme la frontière franco-allemande entre l'Alsace et le pays de Bade. Administrativement, le champ fait partie du département du Bas-Rhin et se répartit sur l'arrondissement de Haguenau-Wissembourg.
La région ainsi circonscrite forme un paysage de collines de 200 à 275 m d'altitude moyenne doucement modelées par l'érosion récente.
Exception est faite du petit massif montagneux du Hochwald, surplombant le paysage d'environ 300 m, éperon avancé des Vosges du Nord (connues pour les grès du Buntstandstein), qui limite morphologiquement et géologiquement le champ pétrolifère au nord-ouest.
Le réseau hydrographique, fort simple, est constitué de cinq rivières ou ruisseaux principaux qui coulent vers le Rhin selon une direction ouest-est. Ils portent le nom, du nord au sud, de Lauter,  Seltzbach, Sauer, Moder (avec la Zinsel du Nord comme affluent), sans oublier la Zorn.
Le sol, principalement argilo-marneux, comme dérivant[pas clair] de lœss et de marnes ou argiles oligocènes, est couvert de riches cultures agricoles. Seule une partie correspondant à des terrains sablonneux ou argilo-sableux, impropres à la culture, est occupée par la vaste forêt de Haguenau.
La zone est classée en zone de sismicité 3, correspondant à une sismicité modérée.

## Histoire

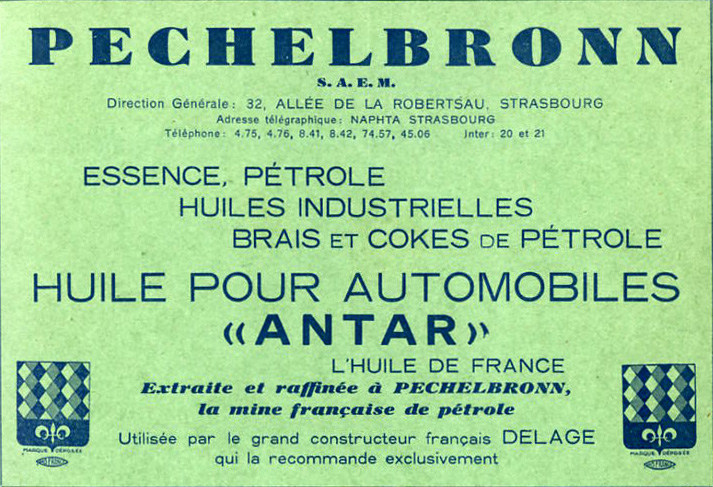
Publicité (La Vie en Alsace, 1933).

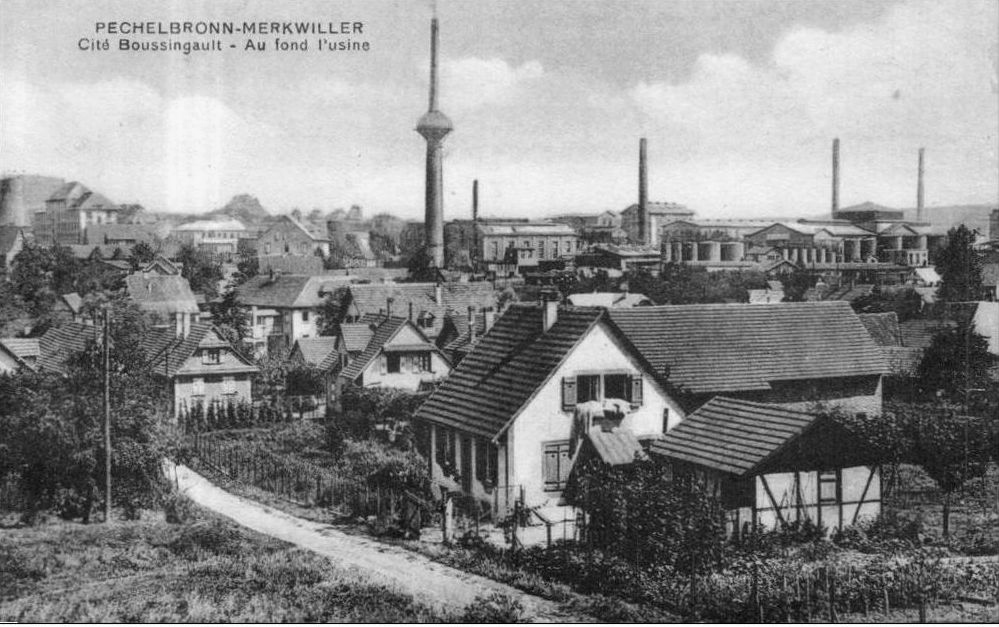
La cité Boussingault et la raffinerie.

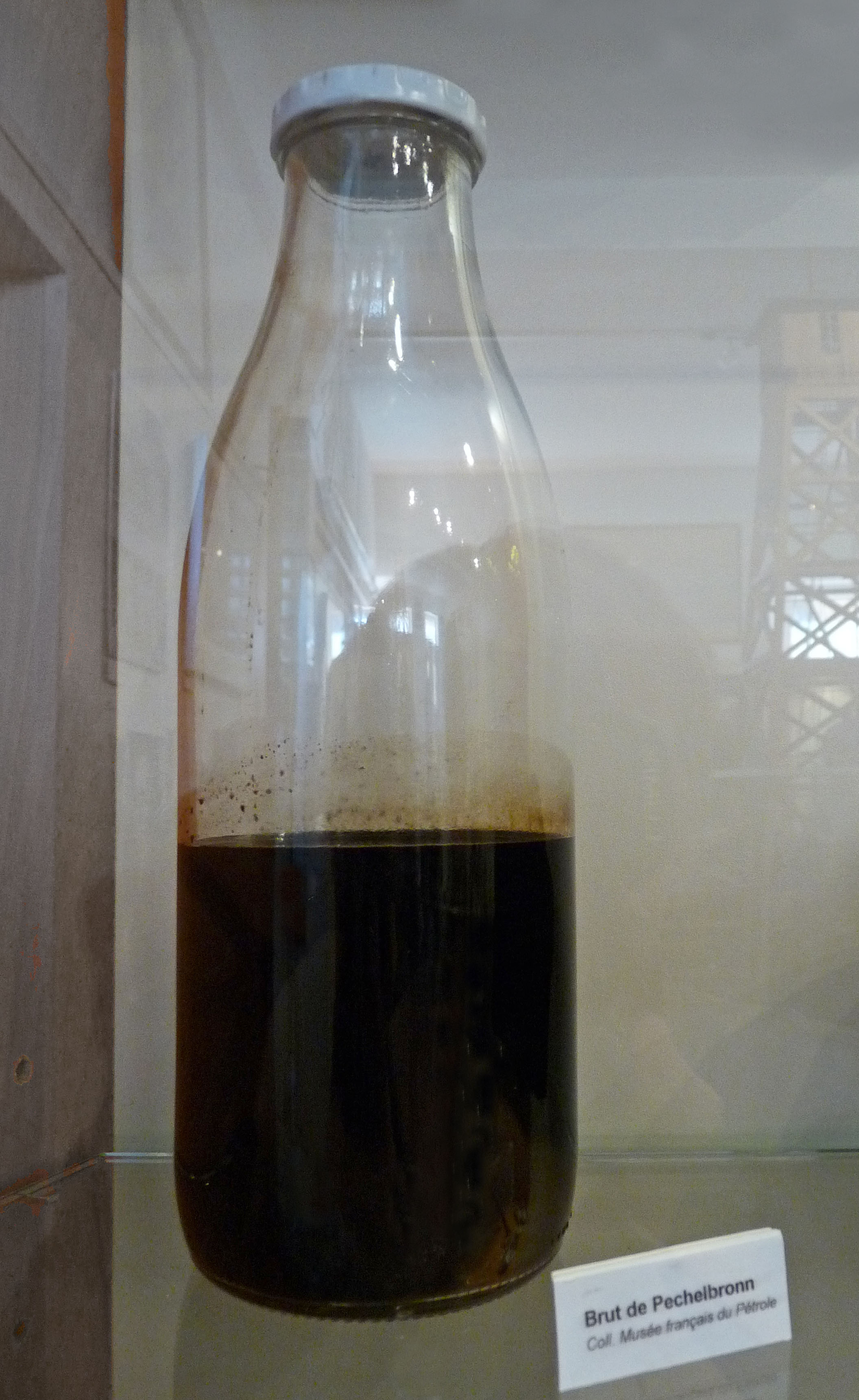
Du pétrole brut de Pechelbronn.

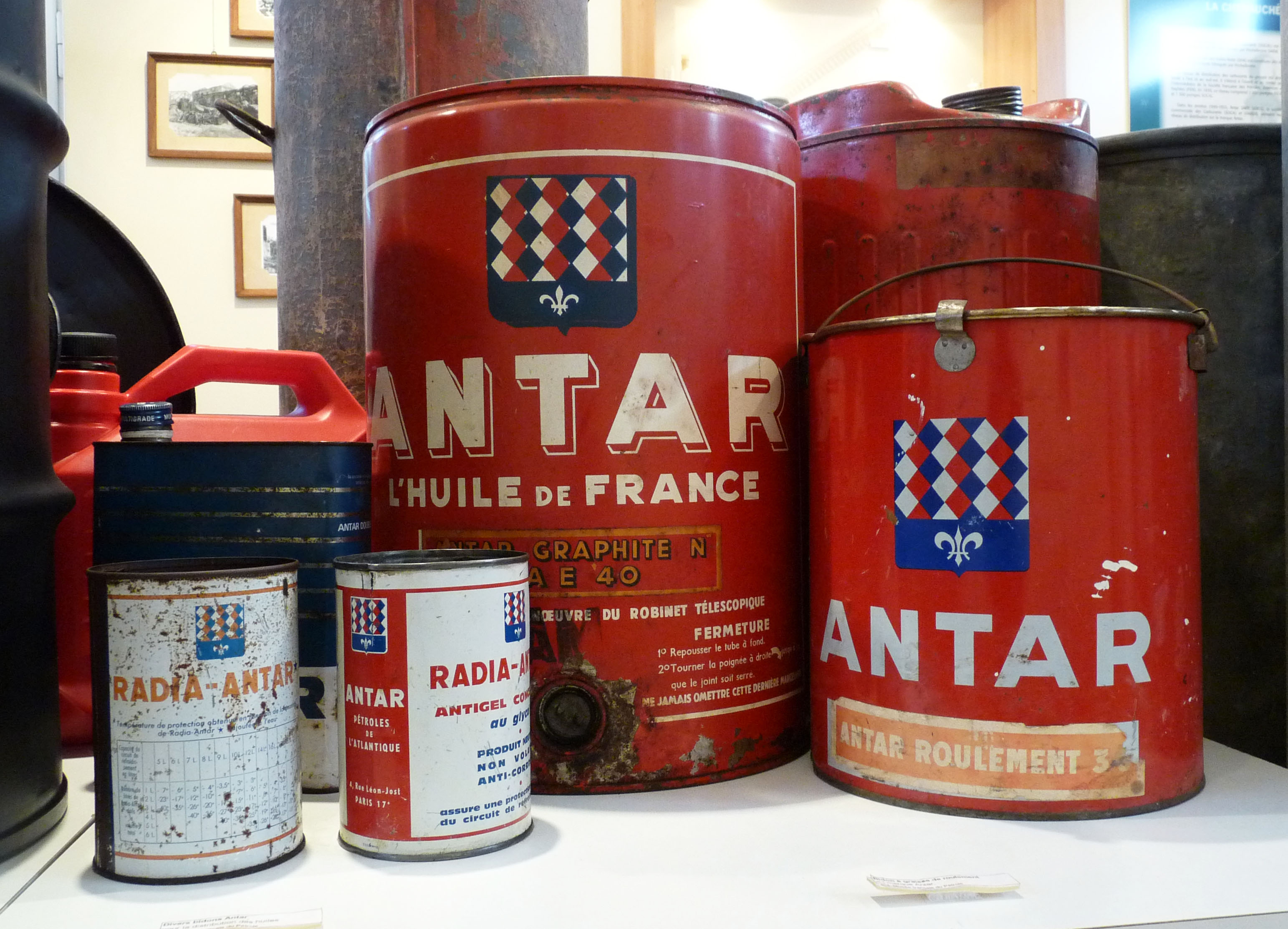
Produits Antar.

Des affleurements sont exploités de façon artisanale depuis la Renaissance, Jacques Wimpfeling en fait mention dès 1498.
En 1627, une lettre patente autorisa son exploitation commerciale à Pechelbronn, en Alsace, d'une source qui produisait une « huile de pierre » réputée pour ses propriétés thérapeutiques.
Louis Pierre Ancillon de La Sablonnière Jean d’Amascéne Eyrénis, le fils du physicien/savant Eirini d'Eirinis, il obtient un permis de prospecter près de la source Baechel-Brunn (qui donnera Pechelbronn) au sud de Lampertsloch. En 1740, par l'offre de 40 actions en bourse, il crée la première compagnie pétrolière par actions en France,,,. Le premier puits est creusé en 1745. Des sondages à la tarière sont utilisés à partir de 1813 pour déterminer l’orientation des galeries.
En 1879, l’extraction du pétrole se fait par injection d'eau, suivant le principe de Fauvelle.
Les pompes sont utilisées dès 1885.
En 1916, l'exploitation minière avec galerie est relancée.
La Société anonyme d'exploitation minières Pechelbronn fonde en 1922 la Société alsacienne des carburants. Celle-ci commercialise en 1926 un lubrifiant, une huile industrielle, sous le nom d'Antar. La Société des huiles Antar (SHA) est constituée l'année suivante afin de distribuer des lubrifiants fabriqués par Pechelbronn. Le 5 septembre 1927, les frères Schlumberger réalisent une prospection électrique sur le site de Pechelbronn, ce qui constitue une première mondiale. L'activité est à son apogée en 1937 et l'on compte 2 770 employés à la Pechelbronn-SAEM.
En 1924, la société exploite des gisements situés à Gabian. L'exploitation industrielle du gisement cesse en 1935 du fait de son épuisement, néanmoins l'exploitation se poursuit jusqu'en 1950[pas clair]. En juillet 1936 la compagnie rachète les installations de l'exploitation de schiste de Creveney en Haute-Saône, puis les démantèle rapidement avant d'abandonner le site,. En 1957, la compagnie récupère une unité de craquage Dubbs sur le site de la mine des Télots en Saône-et-Loire qui vient alors de fermer.
Le site est bombardé par l'United States Army Air Forces (USAAF) en 1944.
Le 31 décembre 1964, l'exploitation ferme définitivement. La raffinerie de pétrole de Merkwiller-Pechelbronn ferme définitivement en 1970.
L'exploitation a donné au folklore local le personnage de Karichschmiermann, un marchand ambulant de graisse minérale qui, avec sa carriole chargée d'un tonneau, vendait ce produit servant à graisser les essieux.

## Reconversion
Depuis 1970, c'est l'État français qui a la responsabilité de sécuriser les friches industrielles (terrils, galeries et puits) héritées de l'exploitation minière.
Des vestiges divers subsistent au début du XXIe siècle (ruines, matériel, terrils) et un musée du pétrole retrace l’histoire de l'activité.

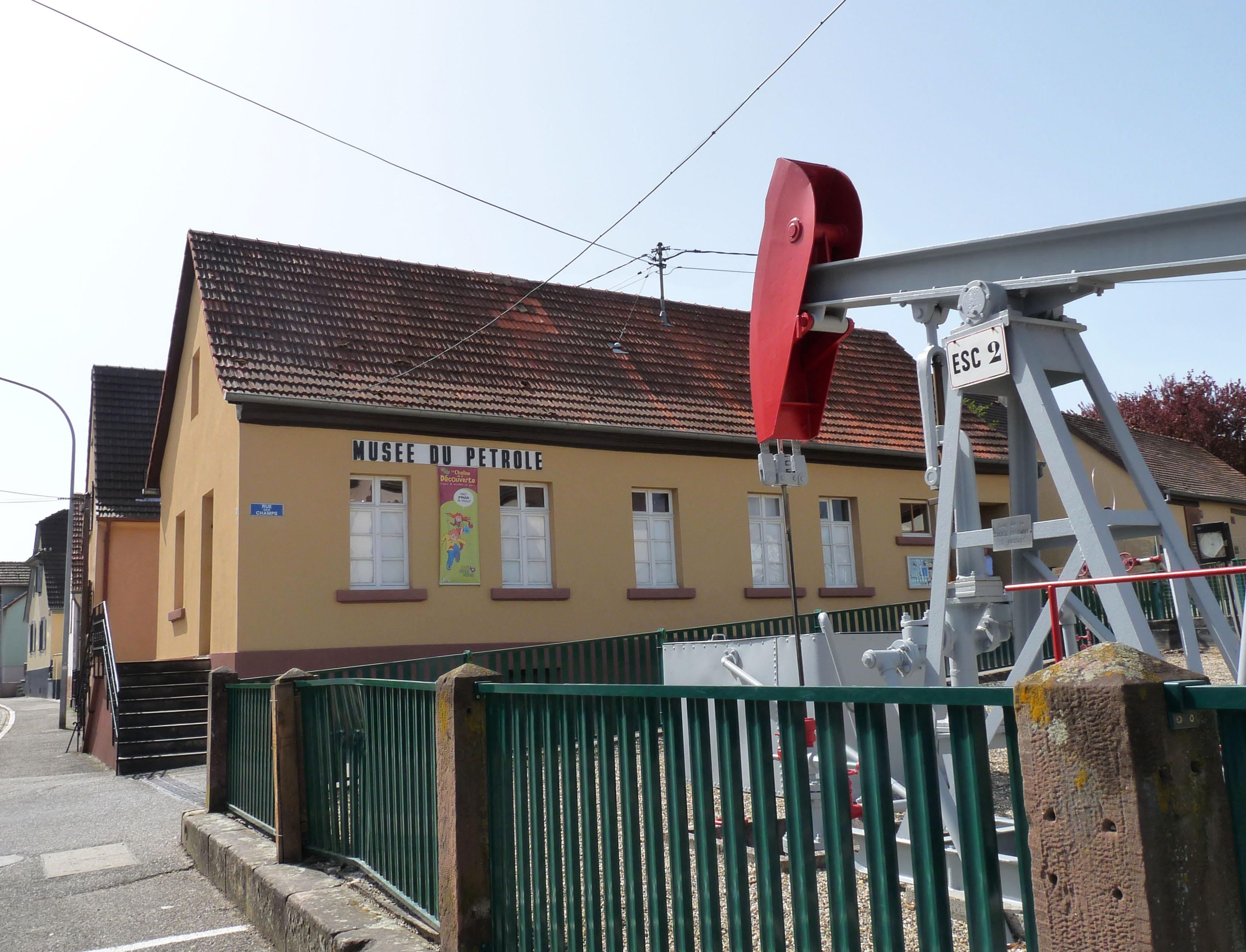
Le musée.
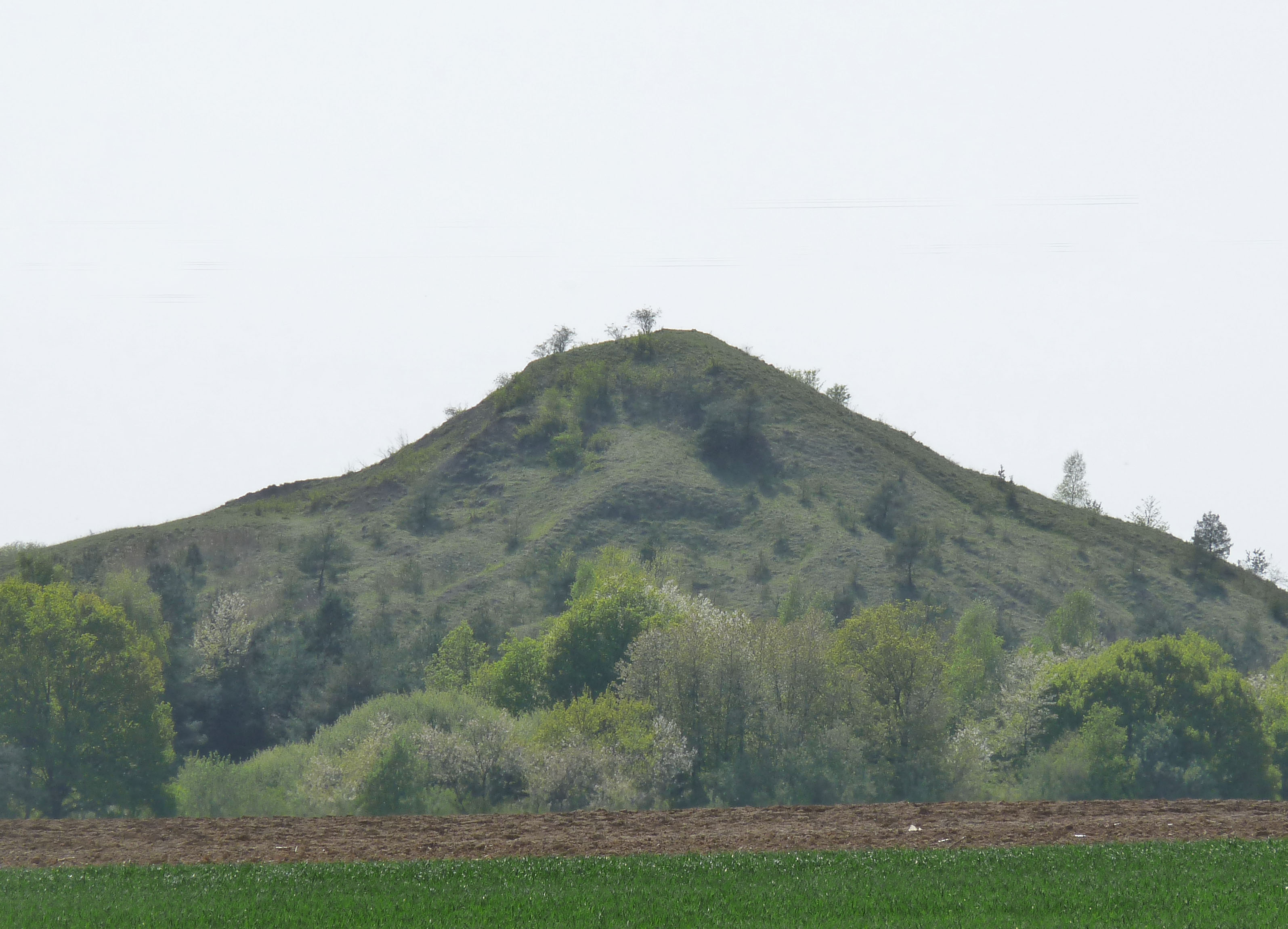
Un terril.
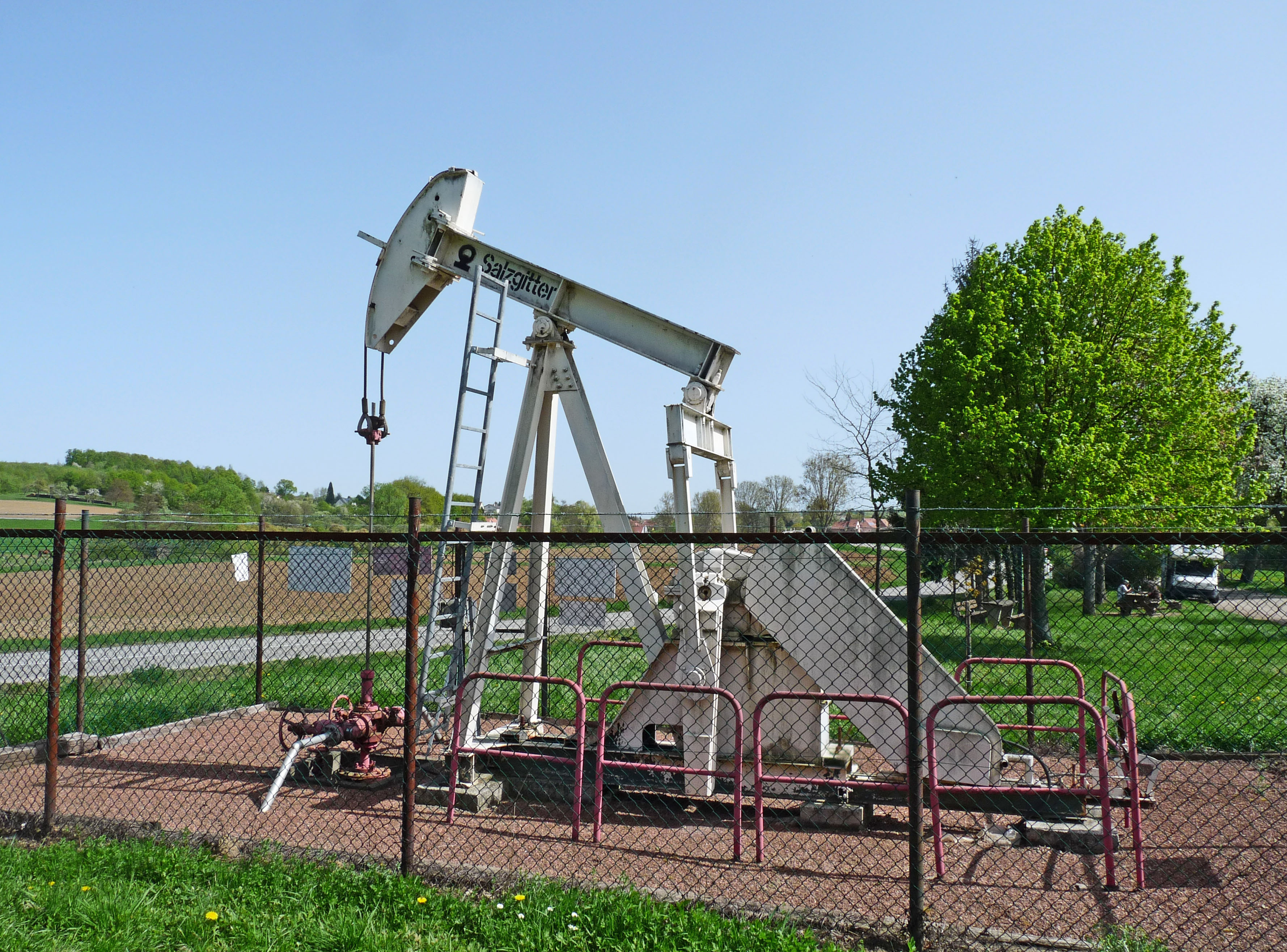
Une pompe.

## Décharge souterraine
Entre 1962 et 1975, près de 80 000 m3 de déchets sous forme avant tout liquide, mais parfois pâteuse, avec des inclusions de bois, chiffons et boîtes métalliques, sont déversés dans les évents des anciens puits de pétrole. Ces déchets proviennent des industries chimiques du Bas-Rhin, parmi lesquelles on trouve les anciennes raffineries de Reichstett et Herrlisheim. Les matières déversées recèlent des composés organo-chlorés, des phénols, des acides, des bases, des sels et des métaux lourds. Elles font l'objet d'une surveillance de la part du Bureau de recherches géologiques et minières.